# Глуховский полк
Глу́ховский полк — военно-административная единица Гетманщины со столицей в Глухове. Полк был основан в 1663 году и упразднён в 1665 году.

## История
Полк был основан гетманом Иваном Брюховецким из засеймовских сотен Нежинского полка, как полк для особых нужд гетмана. В состав полка входили Воронежская, Глуховская, Коропская, Кролевецкая, Новомлинская и Ямпольская сотни.
За всю историю в полку было два полковника:
1. Гуляницкий, Кирилл (1663—1664)
2. Черкашеница, Василий (1664—1665)

В 1665 году полк был упразднен, а сотни возвращены в состав Нежинского полка.